# Laura d'Este
Maria Laura d'Este (Ferrara, 1º aprile 1590 – Mirandola, 14 novembre 1630) è stata una nobildonna italiana, seconda marchesa consorte di Concordia (1607–1630), seconda ed ultima principessa consorte della Mirandola (1607–1617) e prima duchessa consorte della Mirandola (1617–1630), come moglie del sovrano Alessandro I Pico.

## Biografia

### Nascita e famiglia
Maria Laura d'Este nacque il 1º aprile 1590 a Ferrara, figlia di Cesare d'Este, futuro duca di Modena e Reggio, e di Virginia de' Medici. Suo padre era figlio di Alfonso d'Este, marchese di Montecchio, e di Giulia Della Rovere; i suoi bisnonni paterni, dunque, erano: per Alfonso, il duca Alfonso I d'Este e l'amante Laura Dianti; per Giulia, il duca Francesco Maria I Della Rovere e la moglie Eleonora Gonzaga, figlia del marchese Francesco II Gonzaga e di Isabella d'Este. Sua madre era l'unica figlia di Cosimo I de' Medici, ultimo duca di Firenze e primo granduca di Toscana, nata dalla sua seconda moglie morganatica Camilla Martelli; al momento della nascita di Virginia, Camilla era ancora l'amante e non la moglie di Cosimo I e per questo nacque illegittima e venne legittimata solo in seguito.

### Matrimonio

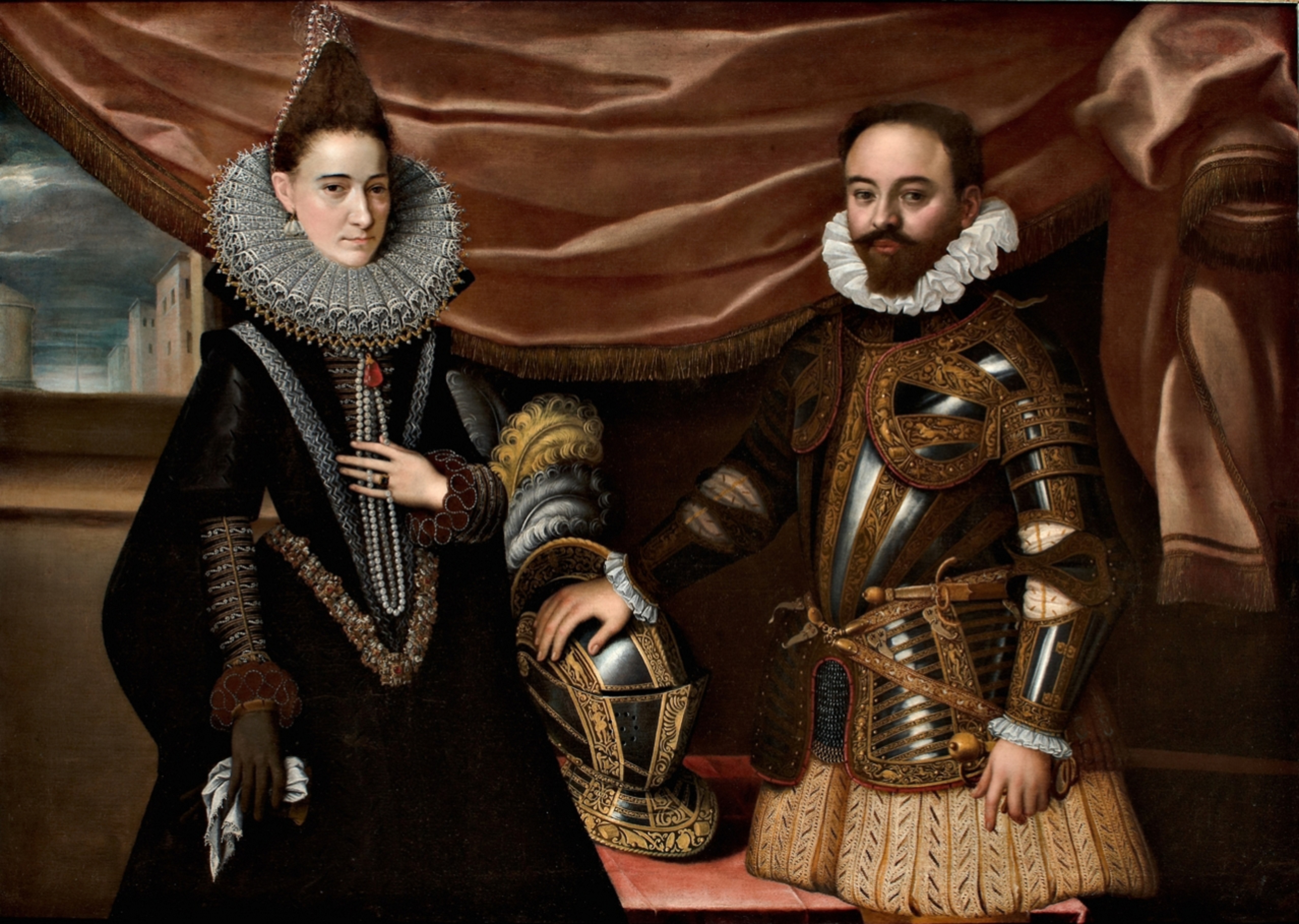
Ritratto di Laura d'Este con il marito Alessandro I Pico, opera di Sante Peranda, XVII secolo

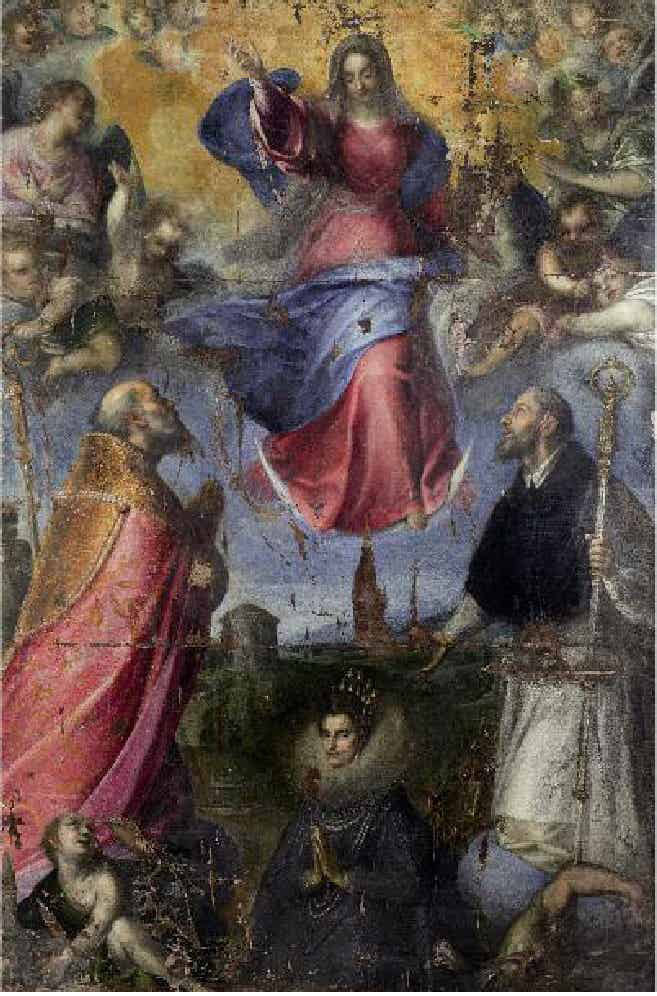
Sante Peranda, L'Immacolata con i Santi Geminiano e Ubaldo con il ritratto della duchessa Laura d’Este Pico (1612, olio su tela, Chiesa di San Possidonio)

Giovanissima, venne data in moglie ad Alessandro I Pico, principe di Mirandola e marchese di Concordia dal 1602, di circa 24 anni più anziano.
Il matrimonio venne celebrato nel 1607 (secondo altre fonti nel 1603 o, secondo altre ancora, nel 1604). Le nozze prestigiose di Alessandro I con Laura profilavano la promozione al rango ducale. Con il matrimonio Laura divenne principessa consorte di Mirandola e marchesa consorte di Concordia.
Come la madre Virginia de' Medici, anche Laura d'Este soffrì di epilessia e per questo venne curata dai medici di corte (con bagni gelati, purghe e salassi con sanguisughe). Dopo la nascita della prima figlia Fulvia (15 settembre 1607), la salute mentale di Laura iniziò a peggiorare notevolmente, tanto che venne isolata nelle ville di campagna della famiglia Pico. Dopo la nascita della seconda figlia Giulia (12 giugno 1611), le crisi epilettiche continuarono, finché ai medici non rimase altro che diagnosticare che la malattia era causa del demonio; per tale motivo vennero convocati numerosi esorcisti e prelati.
Nel frattempo Alessandro I, pagando una somma di 100.000 fiorini, nel 1617 ottenne con decreto imperiale redatto il 6 marzo a Praga l’agognato titolo di duca. Pertanto, Laura divenne duchessa consorte della Mirandola.
Dopo tre anni di cure del carmelitano scalzo spagnolo Domenico Gesù Maria, vi fu un lieve miglioramento, tanto che Laura accompagnò una sua nipote diretta in Spagna, ma poi ebbe una ricaduta. In seguito all'arrivo nel 1624 di un altro esorcista, l'eremitano camaldolese don Paolo, la salute di Laura migliorò notevolmente e, dopo un anno, poté finalmente avere una vita pubblica accanto al proprio consorte Alessandro I.

### Morte e sepoltura
Poco più tardi, la morte senza eredi (dicembre 1627) di Vincenzo II Gonzaga e la possibile successione di Carlo Gonzaga, duca di Nevers, contro gli interessi dell'Impero, portò allo scontro (Guerra di successione di Mantova e del Monferrato), che, nonostante l'atteggiamento neutrale di Alessandro I, interessò anche le terre dei Pico, esposte alle devastazioni da parte delle truppe imperiali, mentre gli abitanti del contado si rifugiavano in città, provocando situazioni igienico-sanitarie di notevole gravità, che provocarono o accelerarono il diffondersi della peste. Il morbo si propagò velocemente, portando alla morte più di 5000 persone su una popolazione complessiva di circa 14.000 abitanti. Fra le vittime vi fu anche Laura d'Este, che morì il 14 novembre 1630.
Venne seppellita con una solenne cerimonia nella chiesa di San Francesco a Mirandola, accanto al nipotino Stefano Francesco, primogenito del figliastro Galeotto IV e morto pochi mesi prima a 2 anni d'età. Accanto a Laura venne sepolto anche il consorte Alessandro I (morto nel 1637), in attesa del completamento della chiesa del Gesù, trasferimento tuttavia che non si concretizzò, perché l'edificio poté essere consacrato solo nel 1689.

## Discendenza

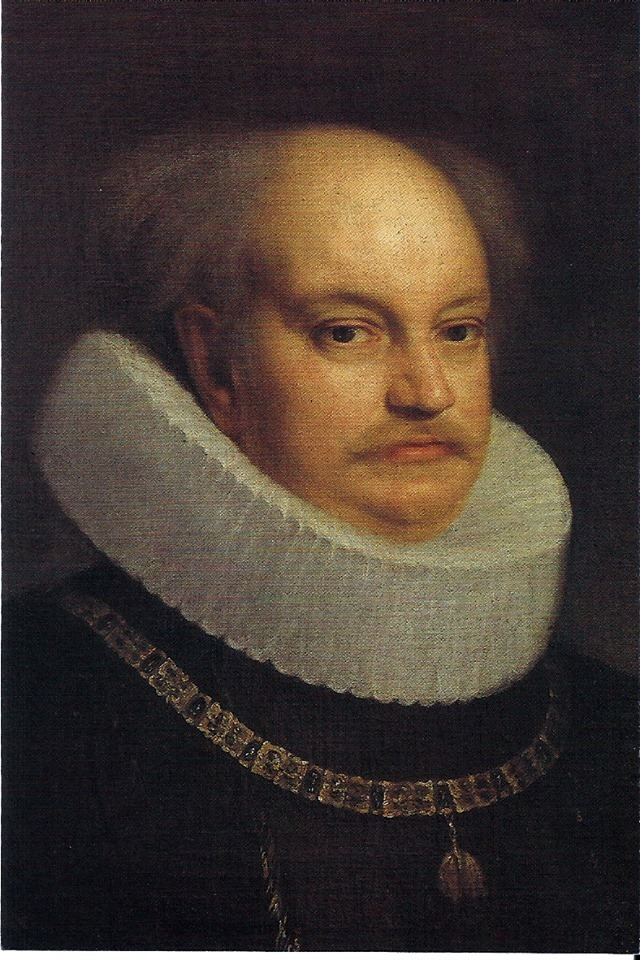
Ritratto di Alessandro I Pico, marito di Laura, in un'opera del XVII secolo di Sante Peranda

Dal matrimonio con Alessandro I Pico, nonostante le precarie condizioni di salute di Laura, nacquero ben otto figlie, ma non il desiderato successore maschio; tra di esse si ricordano:
- Fulvia Pico (15 settembre 1607 – 15 maggio 1670[12]); sposò a Carrara il 18 novembre 1626 Alberico II Cybo-Malaspina, sovrano di Massa e Carrara.[2] Ebbe discendenza;
- Giulia Pico (12 giugno 1611 – 15 novembre 1647); sposò a Roma il 12 aprile 1627[13] Francesco Maria Cesi, duca di Ceri e Salce;[2]
- Maria Pico (1613 – 1682);[2]
- Virginia Pico (5 giugno 1615-27 febbraio 1629)[14]
- Anna Francesca Pico (nata e morta il 27 settembre 1616)[14];
- Caterina Pico (20 aprile 1620[15] – 29 luglio 1671)[16].

## Ascendenza
|                     |                           |                                | Genitori                 |  |  | Nonni |  |  | Bisnonni         |  |  | Trisnonni       |  |
|                     |                           |                                |                          |  |  |       |  |  | Alfonso I d'Este |  |  | Ercole I d'Este |  |
|                     |                           |                                |                          |  |  |       |  |  | Alfonso I d'Este |  |  | Ercole I d'Este |  |
|                     |                           | Eleonora d'Aragona             |                          |  |  |       |  |  | Alfonso I d'Este |  |  |                 |  |
| Alfonso d'Este      |                           |                                |                          |  |  |       |  |  | Alfonso I d'Este |  |  |                 |  |
|                     |                           | Laura Dianti                   | Francesco Bonacci Dianti |  |  |       |  |  |                  |  |  |                 |  |
|                     |                           | Laura Dianti                   | Francesco Bonacci Dianti |  |  |       |  |  |                  |  |  |                 |  |
|                     |                           | Laura Dianti                   | ?                        |  |  |       |  |  |                  |  |  |                 |  |
| Cesare d'Este       |                           | Laura Dianti                   |                          |  |  |       |  |  |                  |  |  |                 |  |
|                     |                           | Francesco Maria I Della Rovere | Giovanni Della Rovere    |  |  |       |  |  |                  |  |  |                 |  |
|                     |                           | Francesco Maria I Della Rovere | Giovanni Della Rovere    |  |  |       |  |  |                  |  |  |                 |  |
|                     |                           | Francesco Maria I Della Rovere | Giovanna da Montefeltro  |  |  |       |  |  |                  |  |  |                 |  |
| Giulia Della Rovere |                           | Francesco Maria I Della Rovere |                          |  |  |       |  |  |                  |  |  |                 |  |
|                     |                           | Eleonora Gonzaga Della Rovere  | Francesco II Gonzaga     |  |  |       |  |  |                  |  |  |                 |  |
|                     |                           | Eleonora Gonzaga Della Rovere  | Francesco II Gonzaga     |  |  |       |  |  |                  |  |  |                 |  |
|                     |                           | Eleonora Gonzaga Della Rovere  | Isabella d'Este          |  |  |       |  |  |                  |  |  |                 |  |
| Laura d'Este        |                           | Eleonora Gonzaga Della Rovere  |                          |  |  |       |  |  |                  |  |  |                 |  |
|                     | Giovanni dalle Bande Nere | Giovanni il Popolano           |                          |  |  |       |  |  |                  |  |  |                 |  |
|                     | Giovanni dalle Bande Nere | Giovanni il Popolano           |                          |  |  |       |  |  |                  |  |  |                 |  |
|                     | Giovanni dalle Bande Nere | Caterina Sforza                |                          |  |  |       |  |  |                  |  |  |                 |  |
| Cosimo I de' Medici | Giovanni dalle Bande Nere |                                |                          |  |  |       |  |  |                  |  |  |                 |  |
|                     |                           | Maria Salviati                 | Jacopo Salviati          |  |  |       |  |  |                  |  |  |                 |  |
|                     |                           | Maria Salviati                 | Jacopo Salviati          |  |  |       |  |  |                  |  |  |                 |  |
|                     |                           | Maria Salviati                 | Lucrezia de' Medici      |  |  |       |  |  |                  |  |  |                 |  |
| Virginia de' Medici |                           | Maria Salviati                 |                          |  |  |       |  |  |                  |  |  |                 |  |
|                     |                           | Antonio Martelli               | Domenico Martelli        |  |  |       |  |  |                  |  |  |                 |  |
|                     |                           | Antonio Martelli               | Domenico Martelli        |  |  |       |  |  |                  |  |  |                 |  |
|                     |                           | Antonio Martelli               | Fioretta Pitti           |  |  |       |  |  |                  |  |  |                 |  |
| Camilla Martelli    |                           | Antonio Martelli               |                          |  |  |       |  |  |                  |  |  |                 |  |
|                     |                           | Fiammetta Soderini             | Niccolò Soderini         |  |  |       |  |  |                  |  |  |                 |  |
|                     |                           | Fiammetta Soderini             | Niccolò Soderini         |  |  |       |  |  |                  |  |  |                 |  |
|                     |                           | Fiammetta Soderini             | Maddalena Ricasoli       |  |  |       |  |  |                  |  |  |                 |  |
|                     |                           | Fiammetta Soderini             |                          |  |  |       |  |  |                  |  |  |                 |  |